# 타이바오시

타이바오 시의 위치

타이바오시(한국어: 태보시, 중국어: 太保市, 병음: Tàibǎo Shì)는 중화민국 자이 현의 현할시이다. 넓이는 66.8,964km2이고, 인구는 2015년 8월 기준으로 37,114명이다. 자이 현 정부의 소재지이다.

## 지리
타이바오 시는 동쪽으로 자이시, 수이상 향과 남쪽으로 루차오 향과 서쪽으로 푸쯔 시, 류자오 향과 북쪽은 포쯔 계곡 신강 향, 민슝 향과 접하고 있다. 자난 평원의 수원 관개 지구에 위치해 지세는 평탄하고 대부분의 주민은 농업에 종사하고 있다.

## 역사
타이바오 시의 옛 이름은 구미장(溝尾庄)이다. 1786년, 임상문의 반란의 영향이 대만 중부에서 남부에 걸쳐 퍼지면서 향인인 왕득녹은 장정을 모집, 정부군에 협력해 반란 진압에 종사했고 그 공적으로 천총에 봉해졌다. 또 1806년에는 해적 채견의 평정의 공적이 인정되어 절강 제독에 봉해졌다. 1838년, 대만으로 돌아온 왕득녹은 태자태보(太子太保)에 가봉 되어 청대를 통해 가장 높은 관직의 등급을 얻은 대만인이 되었다. 왕득녹을 기념해 그 고향을 태보장(太保庄)으로 개칭했다. 또한 왕득녹은 1841년, 아편 전쟁에 임하여 팽호의 수비에 종사하다가 병사했다. 생전의 공적을 평가한 청 조정에 의해 태자태사(太子太師)로 추증되었다. 타이바오 향은 1991년, 현 정부의 이전과 함께 현할시로 승격해 현재에 이르고 있다.

## 교통
- 타이완 고속철도
- 국도 1호선